# トール (レーザー兵器)
トール（Thor）はイスラエルのラファエル社が開発した車両搭載型のレーザー兵器である。
空冷レーザー・ユニットから700ワットのレーザーを照射することで、IED（即製爆発装置）、路肩爆弾、不発弾を爆発させずに、爆燃させることでIEDを無力化出来る。2005年のユーロサトリで紹介された。同軸に12.7mm M2機関銃が装備されており、信管やブービートラップを物理的に破壊することも出来る。銃架部分は同じくラファエル社で開発されたRWS（リモコン式機銃ステーション）であるサムソン RCWSと同じ物が使用されている。台座も含めた火器ステーション全体の重量は850kgになる。
使用波長は不明であるが、可燃物を燃やす程度の出力のレーザーであるため、多くの通常兵器と同じく殺傷能力を持つと推測される。